# Kaiserin-Auguste-Viktoria-Brunnen

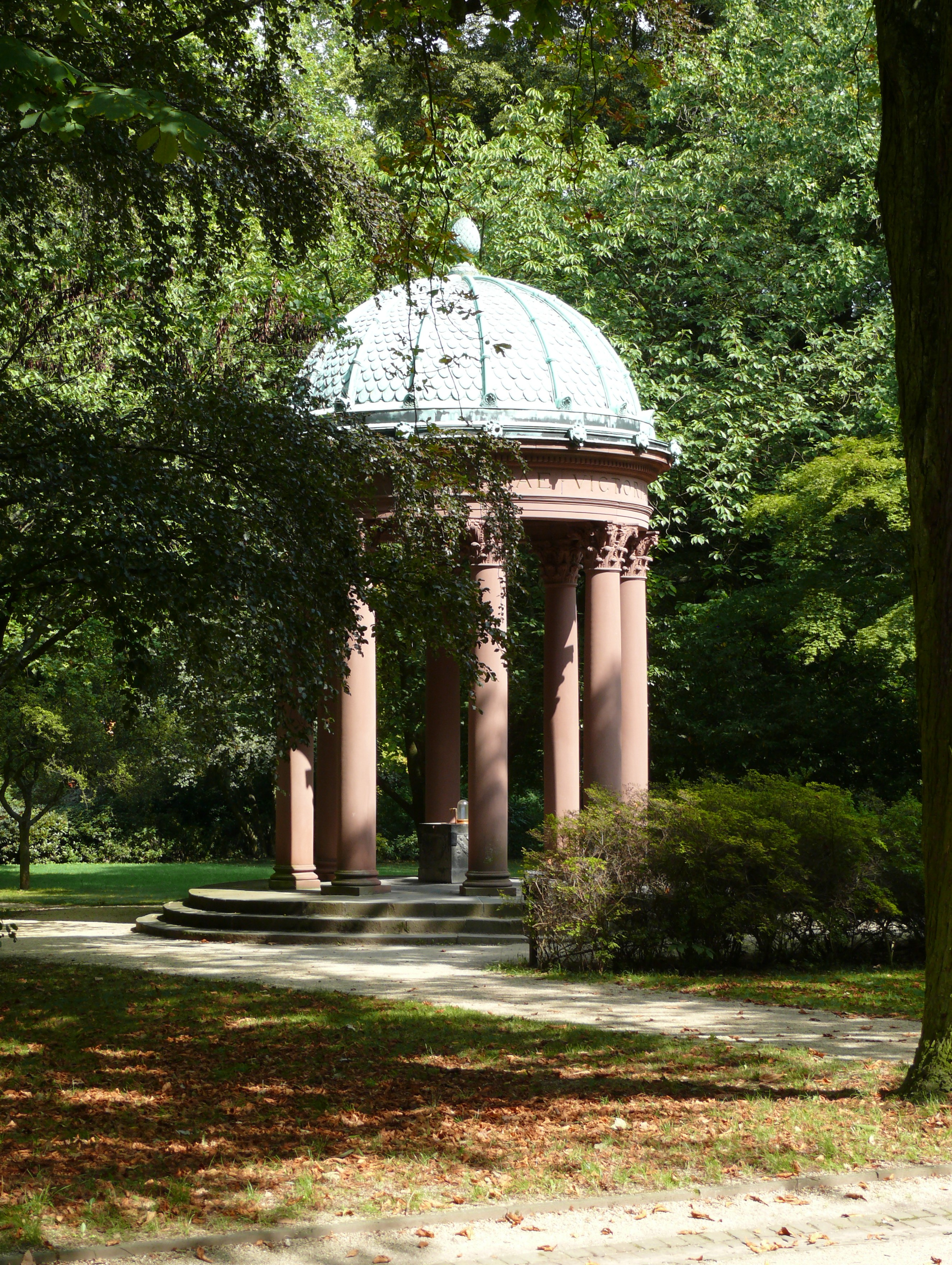
Kaiserin-Auguste-Viktoria-Brunnen

Der Kaiserin-Auguste-Viktoria-Brunnen ist ein Brunnen in Bad Homburg vor der Höhe. Er steht als Kulturdenkmal unter Denkmalschutz.
1906 wurde auf dem Gelände des Kurparks Bad Homburg eine neue Quelle erbohrt. Der Bau des Brunnengebäudes verzögerte sich aber bis 1910. Einer der Gründe war, dass sich Kaiser Wilhelm II. persönlich in den Brunnenbau einbrachte. Eine Skizze des nach seiner Ehefrau Auguste Viktoria von Schleswig-Holstein-Sonderburg-Augustenburg benannten Brunnens vom 15. April 1910 wurde persönlich von ihm abgezeichnet. Der Kaiser besichtigte am 11. Mai 1911 das fertige Werk und war zufrieden.
Der Architekt Louis Jacobi entwarf einen runden Monopteros, bestehend aus acht Säulen, auf denen ein schuppiges Kupferdach ruht. Das an einen antiken Tempel, insbesondere das Lysikratesmonument, erinnernde Werk trägt die Inschrift:

„Augustae Victoriae matri patriae benignissimae sacrun A.D. MCMXI“

„Heiligtum der Auguste Victoria, der gütigen Mutter des Volkes. Im Jahr 1911.“

Im Inneren befindet sich die eigentliche Quelle, die über einen grünlichen Marmorblock geleitet wird, der die Anmutung eines Altars hat. Er trägt die Inschrift:

„Fune salutferos aegrotis nympha liquores, deus salvos hinc hilaresque donum.“

„Spende den Kranken, o Nymphe, gesundheitsbringendes Wasser. Führ sie genesen und froh, Gott, zu den Ihren zurück.“

Das Wasser des Brunnens ist ein eisenhaltiger Natrium-Chlorid-Säuerling mit einer Temperatur von 10,6 °C. Eine weitere Zapfstelle für Wasser dieses Brunnens befindet sich an der Orangerie.